# 알베르토 아퀼라니
알베르토 아퀼라니(이탈리아어: Alberto Aquilani, 1984년 7월 7일 ~ )는 이탈리아의 은퇴한 축구 선수이자 축구 지도자로 현역 시절 포지션은 중앙 미드필더였다.

## 경력
아퀼라니는 로마 교외의 부유한 집에서 태어났다. 아퀼라니가 선호하는 포지션은 공격형 미드필더이지만 아퀼라니는 중앙 미드필더, 왼쪽 윙어, 오른쪽 윙어로 다양하게 뛰었다. 2001년, 그가 16살때, 첼시와 아스날로부터 제의가 왔지만 그는 그가 좋아하는 팀인 AS 로마에서 뛰기 위해 그 제의를 거절하였다. 그는 세리에 A에 2002년 5월 10일 토리노와의 경기에서 첫 출전을 하였다. AS 로마는 그 경기에서 3대 1로 승리하였다. 하지만 2003-04 시즌에 트리에스티나로 임대를 갔다. 2004-05시즌에 다시 로마로 돌아와서, 2006년 2월 26일 라치오를 상대로 두 번째골을 터트리면서 로마가 세리에 A 연승기록을 깨는 데 도움을 주었다.
2006-07 시즌 AC 밀란과의 경기에서 만시니에게 라보나 패스를 선보이면서 주목을 받았다. 최근에는, 로마에서 공격형 미드필더의 위치보단, 중앙 미드필더의 자리에서 뛰고 있다.
2009년 여름, 리버풀로 이적하였다. 그렇지만 리버풀에서도 부상으로 자주 나오지 못 하면서 결국 2010년 8월, 유벤투스로 한 시즌 동안 임대되었다.
그리고 다시 돌아왔지만 또 다시 같은 세리에 A의 AC 밀란으로 임대되었다.
2012년 여름, 피오렌티나로 완적 이적하였다.

## 수상
AS 로마
- 코파 이탈리아 : 2006-07, 2007-08
- 수페르코파 이탈리아나 : 2007

 이탈리아
- 2003년 UEFA U-19 축구 선수권 대회 우승
- 2013년 FIFA 컨페더레이션스컵 3위

개인
- 2003년 UEFA U-19 축구 선수권 대회 최우수 선수